# Floh-Seligenthal
Floh-Seligenthal é um município da Alemanha localizado no distrito de Schmalkalden-Meiningen, estado da Turíngia.